# الأولاد في القارب
الأولاد في القارب (بالإنجليزية: The Boys in the Boat)‏ هو فيلم دراما أمريكي قادم من إخراج جورج كلوني  مبني على رواية تحمل نفس الاسم للكاتب دانيال جيمس براون ومن بطولة كالوم تورنر، جويل إجيرتون وسام سترايك.

## روابط خارجية
الأولاد في القارب على موقع IMDb (الإنجليزية)
- الأولاد في القارب على موقع ميتاكريتيك (الإنجليزية)
- الأولاد في القارب على موقع روتن توميتوز (الإنجليزية)
- الأولاد في القارب على موقع ألو سيني (الفرنسية)
- الأولاد في القارب على موقع فيلمافينيتي (الإسبانية)
- الأولاد في القارب على موقع قاعدة بيانات الفيلم (الإنجليزية)
- الأولاد في القارب على موقع ليتربوكسد (الإنجليزية)
- الأولاد في القارب على موقع كينوبويسك (الروسية)